# Worcester Summit
Worcester Summit är en bergstopp i Antarktis. Den ligger i Västantarktis. Argentina och Storbritannien gör anspråk på området. Toppen på Worcester Summit är 2 030 meter över havet.
Terrängen runt Worcester Summit är huvudsakligen kuperad, men västerut är den bergig. Trakten är obefolkad. Det finns inga samhällen i närheten. 